# NGC 3078
NGC 3078 (również PGC 28806) – galaktyka eliptyczna (E3), znajdująca się w gwiazdozbiorze Hydry. Odkrył ją William Herschel 9 grudnia 1784 roku.